# Kampfgruppen
Kampfgruppen der Arbeiterklasse (KG) - "Arbetarklassens stridsgrupper" - var det Östtyska hemvärnet underställt Tysklands socialistiska enhetsparti, det östtyska maktpartiet. Utbildning och organisation administrerades av inrikesministeriets organ genom folkpolisen.

## Historia

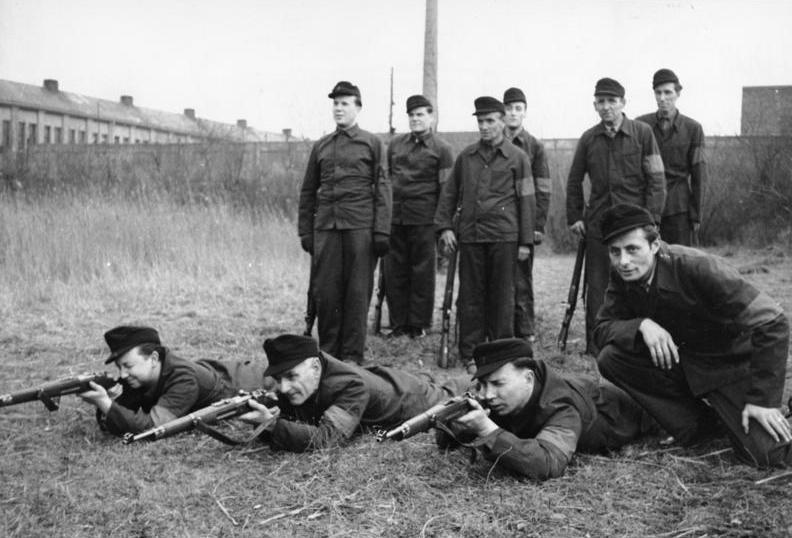
Skjutövning 1956

KG bildades efter arbetarupproret mot den kommunistiska regimen 1953, som officiellt betecknades som ett kontrarevolutionärt kuppförsök. Som förebild åberopades Roter Frontkämpferbund, mellankrigstidens kommunistiska frikår vilken tillsammans med de nazistiska SA medverkade till att undergräva demokratin i Weimarrepubliken. KG användes för att slå ned studentdemonstrationerna med anledning av Ungernrevolten 1956. KG:s viktigaste insats var deltagandet i byggandet av Berlinmuren 1961. Redan 1988 fastställde Stasi att KG inte längre var en politiskt tillförlitlig organisation. Trots det sattes delar av KG in som ordningstrupp under måndagsdemonstrationerna i Östtyskland 1989. Den nya regeringen beslöt i slutet av 1989 att avväpna och lägga ned KG.  

## Uppgifter

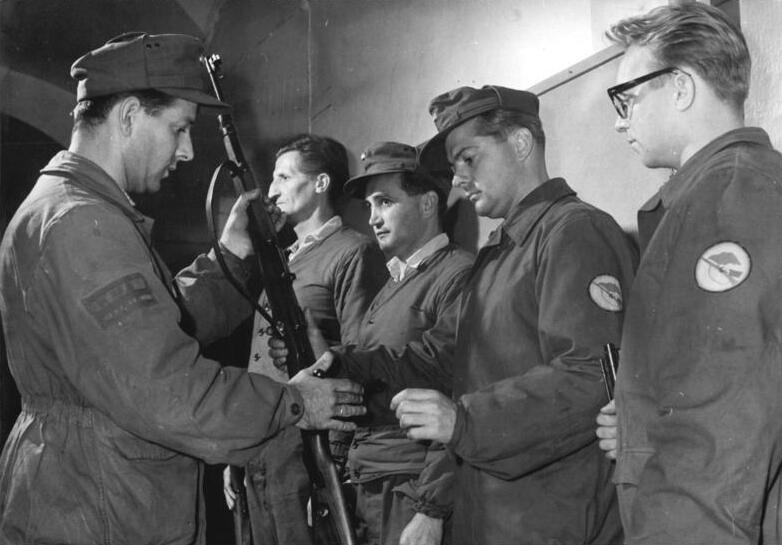
KG-soldater 1961

Efter 1959 utökades KG:s uppgifter från rent driftvärn till lokalförsvarsförband, som vid krig skulle säkra krigsmaktens operativa frihet genom taktiskt understöd:
- Skydda krigsmaktens mobilisering.
- Skydda underhållskedjan.
- Bekämpa luftlandsatta förband.
- Bekämpa subversiva krafter.
- Skydda viktiga objekt och personer.

Källa:  

## Organisation

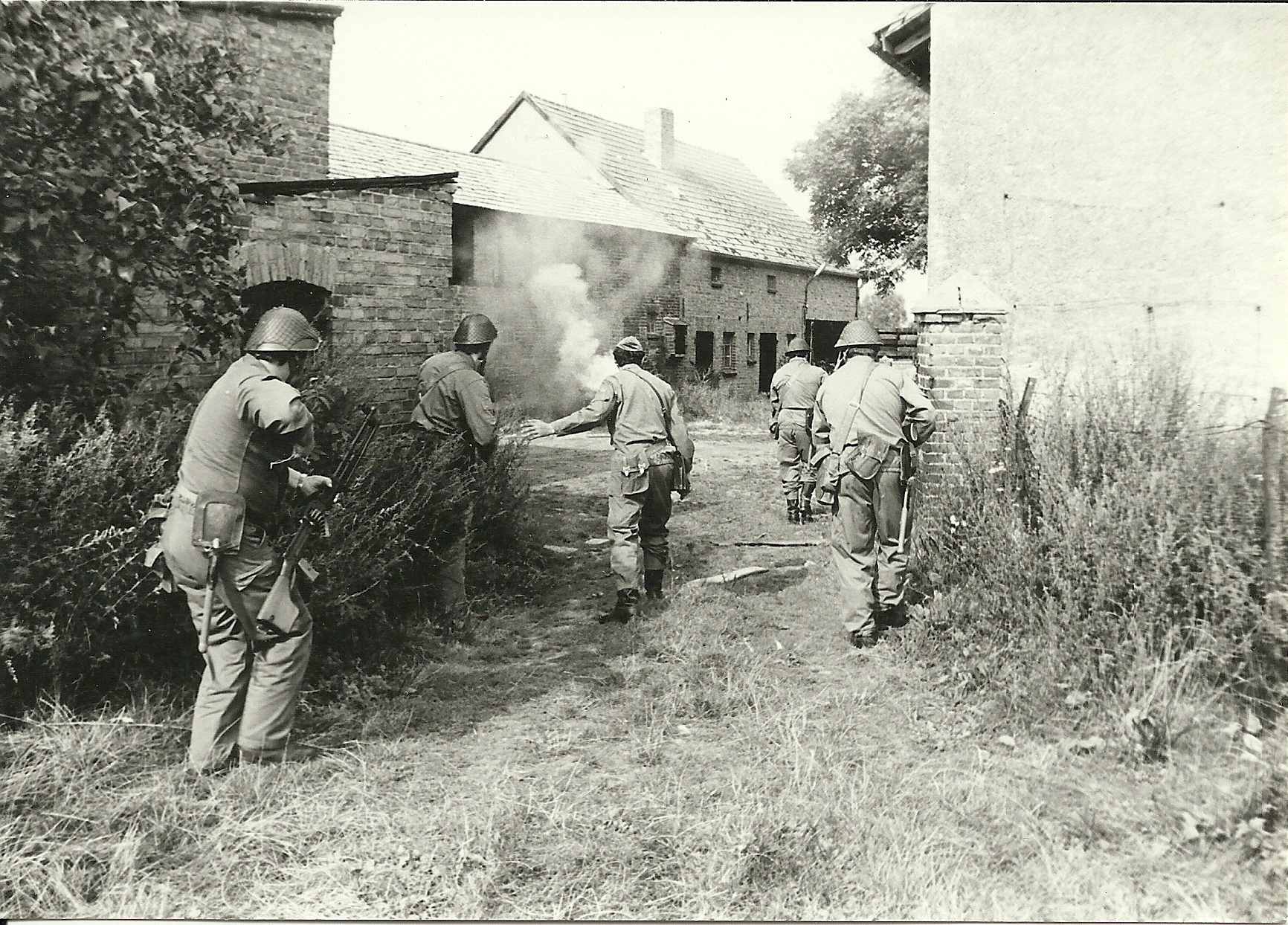
KG övar strid i bebyggelse (1980-talet).

### Grundorganisation
KG:s grundorganisation byggde på de företag och myndigheter där medlemmarna var anställda. De flesta förbanden var objektsskyddskompanier. Därjämte fanns kretsreserv och länsreserv, med yngre personal och kvalificerad utrustning. Länsreserven hade vid krigsfall till uppgift att tillsammans med inrikesministeriets kasernerade förband säkerställa folkarméns operationsfrihet. Kretsreserven hade vid krigsfall också till uppgift att säkerställa folkarméns operationsfrihet samt därjämte skydda viktiga objekt.

### Ledning
KG var underställd förste partisekretararen på krets och länsnivå. I mobiliseringsorganisationen underställdes ungefär hälften av länsreserverna folkarmén, övriga kom de under länsinsatsledningen (chef: förste partisekreteraren i länet, stabschef: försvarsområdesbefälhavaren). Kretsreserven var underställd kretsinsatsledningen.

### Utbildningsansvar
Utbildningsansvaret åvilade folkpolisens kretsmyndigheter. I folkpolisens länsmyndigheter fanns liksom i inrikesministeriet en KG-avdelning.

## Personal

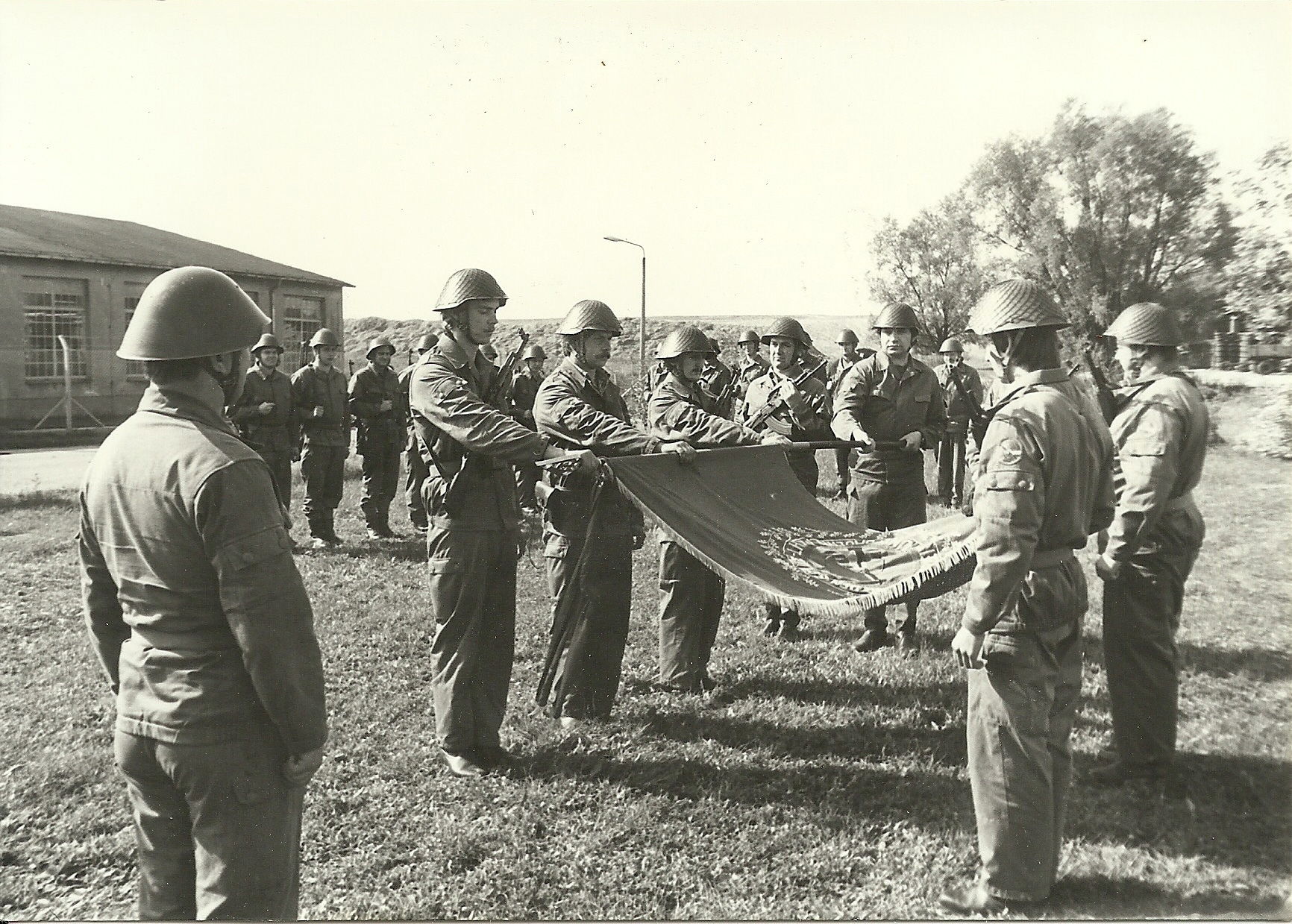
KG-medlemmar avlägger sitt löfte 1980.

KG rekryterade sina medlemmar bland personer i åldern 26-59 år. Utbildning och övning ägde rum på fritiden med 16 veckoslut om året. Efter 25 års aktivt medlemskap erhölls ett pensionstillägg om 100 Ostmark per månad. Omkring 75 % av KG:s medlemmar tillhörde Tysklands socialistiska enhetsparti.  De militära myndigheterna avgjorde vilka som kunde bli medlemmar av KG. De som hade viktiga krigsplaceringsuppgifter kunde inte bli medlemmar.
KG-medlemmarna avlade följande löfte: 

Som stridande för arbetarklassen lovar jag, att jag är beredd att följa partiets ledning och med vapen i hand och med livet som insats skydda den Tyska demokratiska republiken och dess socialistiska framsteg.

## Materiel

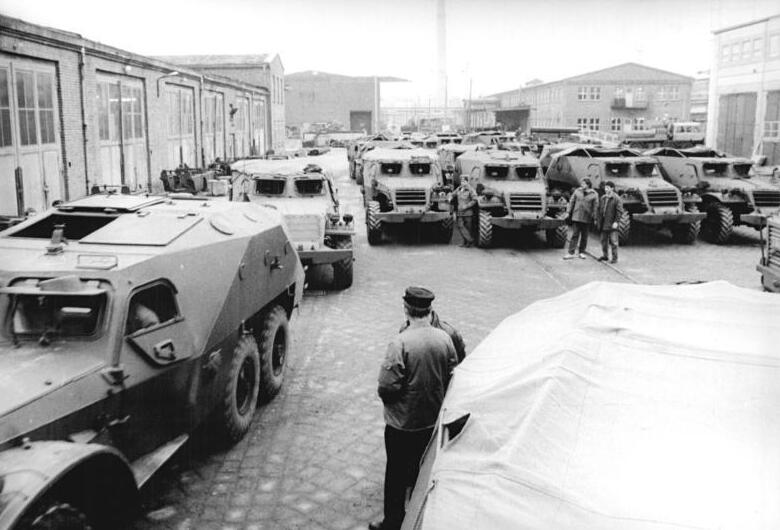
Pansarskyttefordon från KG.

Med tiden fick KG allt bättre utrustning.
- Lätta kulsprutor
- Tunga kulsprutor
- Granatkastare
- Luftvärnsautomatkanoner
- Pansvarvärnskanoner
- Pansarskyttefordon
- Lastbilar
- Personbilar
- Motorcyklar

Källa: 

## Grader

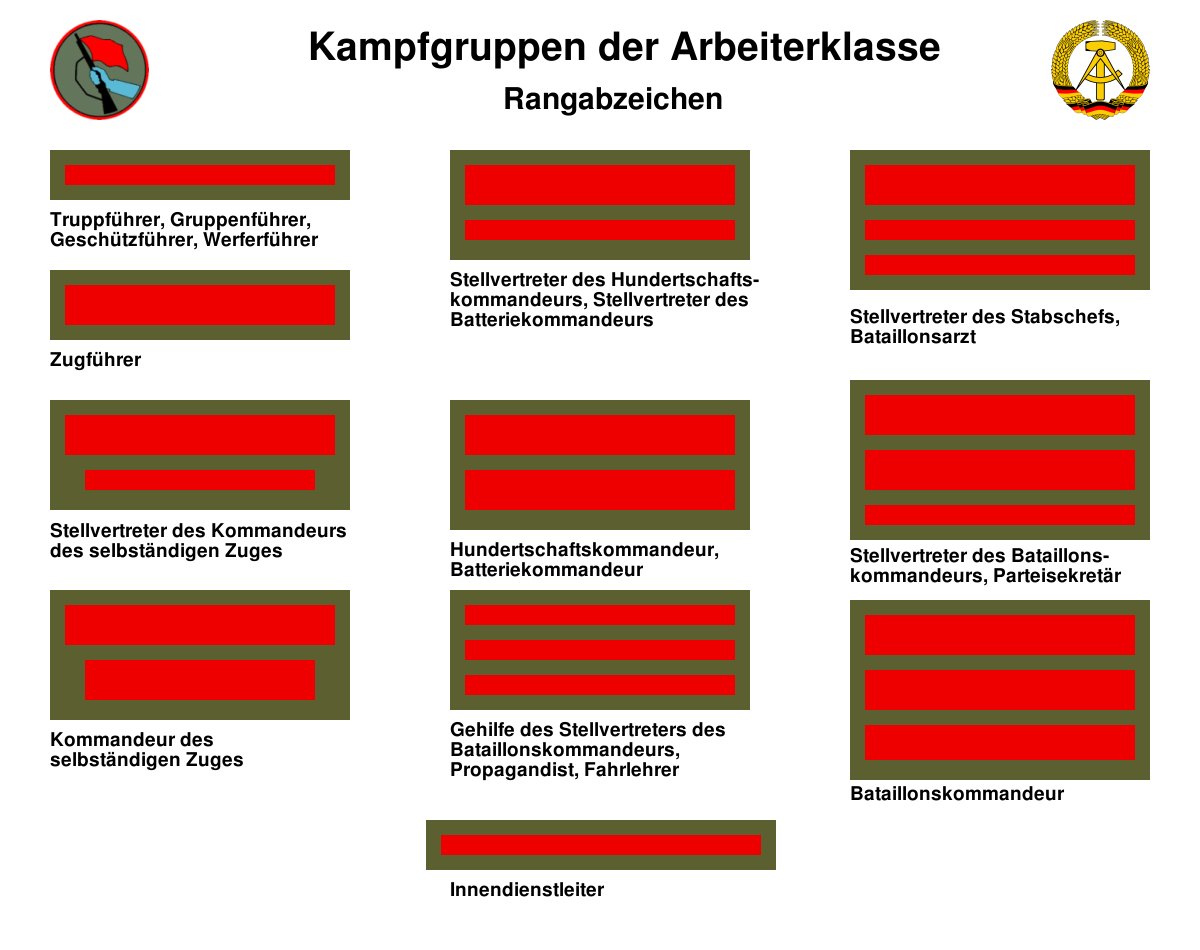
Kampfgruppens tjänsteställningstecken

Det fanns inga tjänstegrader i KG, utan tjänsteställningar med tjänsteställningstecken på uniformen.
- Truppführer/Gruppenführer/Geschützführer/Werferführer - omgångschef, gruppchef, pjäschef, granatkastarchef.
- Zugführer - plutonchef.
- Stellvertreter des Kommandeurs des selbständigen Zuges - ställföreträdande chef för självständig pluton
- Kommandeur des selbständigen Zuges -chef för självständig pluton.
- Stellvertreter des Hundertschaftskommandanten, Stellvertreter des Batteriekommandanten - ställföreträdande kompanichef, ställföreträdande batterichef.
- Hundertschaftskommandeur, Batteriekommandeur - kompanichef, batterichef
- Gehilfe des Stellvertreters des Bataillonskommandeurs, Propagandist, Fahrlehrer - ställföreträdande bataljonschefens adjutant, propagandist, körlärare
- Stellvertreter des Stabschefs, Bataillonsarzt - ställföreträdande stabschef, bataljonsläkare
- Stellvertreter des Bataillonskommandeurs, Parteisekretär - ställföreträdande bataljonschef, partisekreterare
- Bataillonskommandeur - bataljonchef
- Innendienstleiter - kompaniadjutant